# Norbanus indorum
Norbanus indorum är en stekelart som först beskrevs av Masi 1927.  Norbanus indorum ingår i släktet Norbanus och familjen puppglanssteklar. Inga underarter finns listade i Catalogue of Life.